# Ubisoft Montréal
Ubisoft Montréal (nom commercial de l'entreprise Ubisoft Divertissements Inc.) est un studio de développement de jeux vidéo, appartenant à l'éditeur français Ubisoft.
Créé en 1997, Ubisoft Montréal est le premier studio d'Ubisoft situé sur le continent américain. Le studio s'est spécialisé dans les productions à gros budget comme les licences Splinter Cell, Rainbow Six, Prince of Persia, Far Cry, Assassin's Creed, ainsi que la franchise Watch Dogs, qui comptent parmi les plus gros projets du groupe Ubisoft.
Avec plus de 4 500 employés, Ubisoft Montréal est un des plus gros studio de développement de jeux vidéo au monde.

## Historique

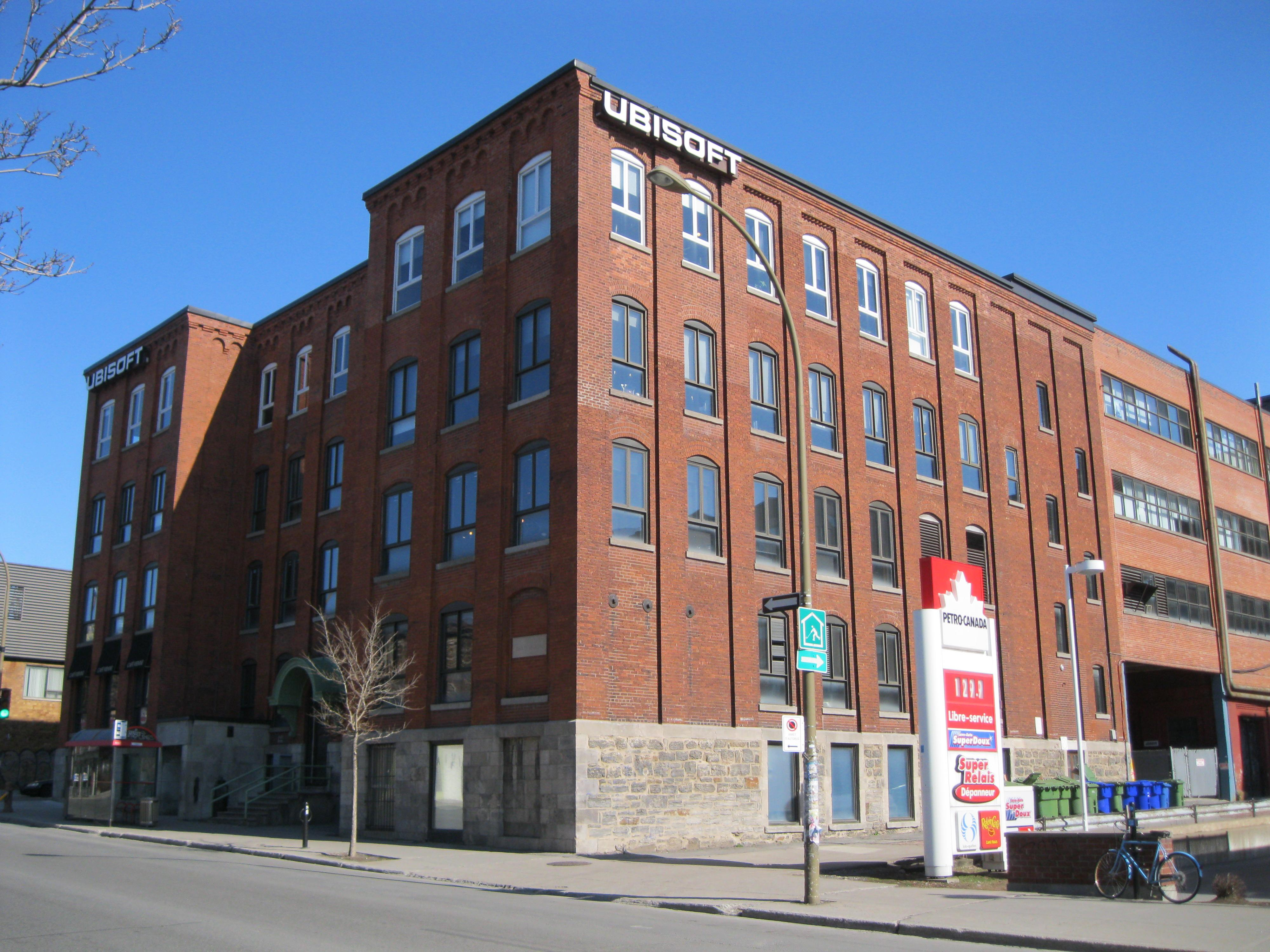
Ubisoft Montréal, au 5505, boulevard Saint-Laurent.

Ubisoft Montréal ouvre ses portes en 1997, étant le premier studio d'Ubisoft situé en Amérique. Ubisoft bénéficie à cette occasion d'aides de la part du gouvernement du Québec. L'utilisation du français au Québec et la proximité du marché des États-Unis comptent parmi les raisons qui ont poussé l'éditeur à ouvrir le studio. Martin Tremblay devient vice-président exécutif en 1999 et est promu PDG l'année suivante.
Dans un premier temps, le studio développe des jeux pour les jeunes enfants comme Tonic Trouble ou Donald Couak Attack?*!.
En août 2000, Ubisoft acquiert le studio Red Storm Entertainment, développeur de jeux sous la licence du romancier à succès américain Tom Clancy. Ubisoft charge alors Ubisoft Montréal de développer un nouveau jeu sous cette licence. Il s'agit du jeu d'infiltration Tom Clancy's Splinter Cell. À sa sortie en 2002, le jeu reçoit un très bon accueil dans la presse et connaît de bons chiffres de ventes. IGN parle du meilleur jeu de l'année sur Xbox.
En 2005, une aide de 5 millions de dollars canadiens de la part du gouvernement québécois permet de développer le studio. Cette somme est ensuite élevée à 19 millions de dollars afin de permettre l'embauche de 1 400 nouveaux employés jusqu'en 2013.
Durant la période où il est PDG, Martin Tremblay généralise l'utilisation des clauses de non-concurrence qui provoquent plusieurs problèmes avec leurs anciens employés. En 2006, cette politique est en partie la cause d'un incident avec Electronic Arts qui a embauché plusieurs anciens employés d'Ubisoft Montréal pour renforcer son nouveau studio, EA Montréal.
Au départ de Tremblay en 2006, Yannis Mallat, producteur de la trilogie Prince of Persia, prend la tête du studio en tant que PDG.
Ubisoft Montréal compte environ 1 600 employés en 2007 et 1 800 à la fin de l'année 2008. En 2014, 2 700 employés travaillent toujours dans l'ancienne usine de textile située dans le quartier du Mile-End. Pour souligner le 20e anniversaire, en 2017, les 3 200 employés organisent les multiples activités estivales pour les montréalais.
En février 2007, Ubisoft Montréal ouvre Ubisoft Digital Arts, un studio spécialisé dans la création d'images de synthèses. En juillet 2008, Ubisoft annonce l'acquisition de la société Hybride Technologies, située près de Montréal et spécialiste de la création d'effets visuels pour le cinéma, la télévision et la publicité,. La nouvelle structure est intégrée à Ubisoft Montréal. Ces deux nouvelles sections participent à la première tentative d'Ubisoft en matière de cinéma, des courts métrages basé sur le jeu Assassin's Creed : Assassin's Creed: Lineage.

## Jeux développés
| Titre                                            | Année | Plates-formes                                                                                         |
| ------------------------------------------------ | ----- | --- |
| Tonic Trouble                                    | 1999  | Nintendo 64, PC                                                                                       |
| Donald Duck Couak Attack                         | 2000  | GameCube, Nintendo 64, PC, PlayStation, PlayStation 2                                                 |
| Tom Clancy's Splinter Cell                       | 2002  | PC, PlayStation 2, Xbox                                                                               |
| Batman: Rise of Sin Tzu                          | 2003  | GameCube, PlayStation 2, Xbox                                                                         |
| Prince of Persia : Les Sables du temps           | 2003  | PC, GameCube, PlayStation 2, Xbox                                                                     |
| Tom Clancy's Rainbow Six 3: Raven Shield         | 2003  | PC, GameCube, PlayStation 2, Xbox                                                                     |
| XIII                                             | 2003  | PC, GameCube, PlayStation 2, Xbox                                                                     |
| Myst IV: Revelation                              | 2004  | PC, Xbox                                                                                              |
| Prince of Persia : L'Âme du guerrier             | 2004  | PC, GameCube, PlayStation 2, Xbox, PlayStation Portable                                               |
| Tom Clancy's Rainbow Six 3: Black Arrow          | 2004  | Xbox                                                                                                  |
| Far Cry Instincts                                | 2005  | Xbox                                                                                                  |
| Prince of Persia : Les Deux Royaumes             | 2005  | PC, GameCube, PlayStation 2, Xbox                                                                     |
| Tom Clancy's Splinter Cell: Chaos Theory         | 2005  | PC, GameCube, PlayStation 2, Xbox                                                                     |
| Far Cry: Instincts - Evolution                   | 2006  | Xbox                                                                                                  |
| Tom Clancy's Rainbow Six: Vegas                  | 2006  | PC, PlayStation Portable, PlayStation 3, Xbox 360                                                     |
| Tom Clancy's Splinter Cell: Double Agent         | 2006  | GameCube, PlayStation 2, Xbox, Wii                                                                    |
| Assassin's Creed                                 | 2007  | PC, PlayStation 3, Xbox 360                                                                           |
| Mon Coach Personnel : J'enrichis mon Vocabulaire | 2007  | Wii, Nintendo DS                                                                                      |
| Naruto: Rise of a Ninja                          | 2007  | Xbox 360                                                                                              |
| TMNT : Les Tortues Ninja                         | 2007  | GameCube, Nintendo DS, PC, PlayStation Portable, PlayStation 2, Game Boy Advance, Wii, Xbox, Xbox 360 |
| Far Cry 2                                        | 2008  | PC, PlayStation 3, Xbox 360                                                                           |
| Lost : Les Disparus, le jeu vidéo                | 2008  | PC, PlayStation 3, Xbox 360                                                                           |
| Naruto: The Broken Bond                          | 2008  | Xbox 360                                                                                              |
| Prince of Persia                                 | 2008  | PC, PlayStation 3, Xbox 360                                                                           |
| Shaun White Snowboarding                         | 2008  | PC, PlayStation 3, PlayStation Portable, Wii, Xbox 360                                                |
| Tom Clancy's Rainbow Six: Vegas 2                | 2008  | PC, PlayStation 3, Xbox 360                                                                           |
| Assassin's Creed II                              | 2009  | PC, PlayStation 3, PlayStation 4, Xbox 360                                                            |
| James Cameron's Avatar: The Game                 | 2009  | PC, PlayStation 3, Xbox 360, Wii                                                                      |
| Shaun White Snowboarding: World Stage            | 2009  | Wii                                                                                                   |
| Assassin's Creed Brotherhood                     | 2010  | PC, OS X, PlayStation 3, PlayStation 4, Xbox 360                                                      |
| Prince of Persia : Les Sables oubliés            | 2010  | PlayStation 3, Xbox 360, Wii, PC, Nintendo DS, PlayStation Portable                                   |
| Prince of Persia Trilogy                         | 2010  | PlayStation 3                                                                                         |
| Shaun White Skateboarding                        | 2010  | PC, PlayStation 3, Xbox 360, Wii                                                                      |
| Tom Clancy's Splinter Cell: Conviction           | 2010  | PC, Xbox 360                                                                                          |
| Assassin's Creed Revelations                     | 2011  | PC, PlayStation 3, Xbox 360                                                                           |
| Michael Jackson: The Experience                  | 2011  | PlayStation 3, Xbox 360                                                                               |
| Tom Clancy's Splinter Cell 3D                    | 2011  | Nintendo 3DS                                                                                          |
| Assassin's Creed III                             | 2012  | PC, PlayStation 3, PlayStation 4, Wii U, Xbox 360                                                     |
| Far Cry 3                                        | 2012  | PC, PlayStation 3, Xbox 360                                                                           |
| Assassin's Creed IV Black Flag                   | 2013  | PC, PlayStation 3, PlayStation 4, Wii U, Xbox 360, Xbox One                                           |
| Far Cry 3: Blood Dragon                          | 2013  | PC, PlayStation 3, Xbox 360                                                                           |
| Assassin's Creed Rogue                           | 2014  | PC, PlayStation 3, Xbox 360                                                                           |
| Assassin's Creed Unity                           | 2014  | PC, PlayStation 4, Xbox One                                                                           |
| Child of Light                                   | 2014  | PC, PlayStation 3, PlayStation 4, Wii U, Xbox 360, Xbox One, PlayStation Vita, Nintendo Switch        |
| Far Cry 4                                        | 2014  | PC, PlayStation 3, PlayStation 4, Xbox 360, Xbox One                                                  |
| Shape Up                                         | 2014  | Xbox One                                                                                              |
| The Mighty Quest for Epic Loot                   | 2014  | PC |
| Watch Dogs                                       | 2014  | PC, PlayStation 3, PlayStation 4, Wii U, Xbox 360, Xbox One                                           |
| Assassin's Creed Syndicate                       | 2015  | PC, PlayStation 4, Xbox One                                                                           |
| Tom Clancy's Rainbow Six: Siege                  | 2015  | PC, PlayStation 4, Xbox One                                                                           |
| Far Cry Primal                                   | 2016  | PC, PlayStation 4, Xbox One                                                                           |
| Watch Dogs 2                                     | 2016  | PC, PlayStation 4, Xbox One                                                                           |
| For Honor                                        | 2017  | PC, PlayStation 4, Xbox One                                                                           |
| Assassin's Creed Origins                         | 2017  | PC, PlayStation 4, Xbox One                                                                           |
| Far Cry 5                                        | 2018  | PC, PlayStation 4, Xbox One                                                                           |
| Hyper Scape                                      | 2020  | Windows, PlayStation 4, Xbox One                                                                      |
| Watch Dogs: Legion                               | 2020  | Windows, PlayStation 5, Xbox Series, PlayStation 4, Xbox One, Stadia                                  |
| Assassin's Creed Valhalla                        | 2020  | Windows, PlayStation 5, Xbox Series, PlayStation 4, Xbox One, Stadia                                  |
| Tom Clancy's Rainbow Six: Extraction             | 2022  | Windows, PlayStation 5, Xbox Series, PlayStation 4, Xbox One, Stadia                                  |